# Autostrada A26 (Włochy)
Autostrada A26, Autostrada Tunelowa (wł. Autostrada dei Trafori) – autostrada we Włoszech łącząca Genuę z miastem Gravellona Toce. Przydomek „autostrada tunelowa” droga A26 zawdzięcza licznym tunelom na swej trasie.
Rozpoczyna się w okolicach Genui i przebiega m.in. przez Nizinę Padańską, Apeniny i jezioro Maggiore. A26 posiada także połączenie z innymi włoskimi autostradami, w tym m.in. A7, A4 i A8.
Operatorem Autostrady A26 jest korporacja Autostrade per l’Italia
Łączna długość Autostrady A26 wynosi około 197 kilometrów. Autostrada dei Trafori przebiega przez dwa włoskie regiony – Piemont i Ligurię.

## Historia
Pierwszy odcinek A26 został oddany do użytku w 1977 roku. W ciągu następnych lat była stopniowo wydłużana m.in. o odcinki Alessandria – Stroppiana oraz Romagnano Sesia – Arona. Ostatni odcinek, prowadzący do miasta Gravellona Toce, został ukończony w 1994 roku.